# Mario Mattoli
Mario Mattoli (Tolentino, 30 de noviembre de 1898-Roma, 26 de febrero de 1980) fue un director y guionista italiano que dirigió 86 películas entre 1934 y 1966.

## Biografía
Mario Mattoli era descendiente directo de Agostino Mattoli, cirujano homeopático y patriota italiano del siglo XIX, adherente a la  República romana. La noble familia Mattoli era originaria de Bevagna, pero Mario nació en Tolentino porque su padre Aristide Mattoli, un cirujano, había sido trasladado al hospital local. Después de graduarse en derecho, comenzó a trabajar para los empresarios Suvini y Zerboni. A partir de 1924 se convirtió en su secretario y poco a poco, los gerentes de sala, actores, agentes y artistas se convirtieron en su mundo. En 1927 fundó con el empresario Luciano Ramo el Spettacoli Za-bum, basado en la intuición de abrir los espectáculos de revisión a los actores de prosa. Así se lanzaron grandes nombres de la revista teatro que también pasaron con éxito al cine, como Vittorio De Sica, Alberto Sordi, Erminio Macario, Aldo Fabrizi o Enrico Viarisio.
En 1928 se casó con Mity Mignone, una famosa actriz de prosa de la época que, junto con sus dos hermanos Totò y Carolina (alias  Milly), participó en los mejores espectáculos de variedades de la época. Ese trío se separó justo después de la boda de Mity. Za-bum estaba esencialmente involucrado en el teatro, pero también producía películas, por lo que, cuando debido a una repentina indisposición de Carlo Ludovico Bragaglia, se tuvo que buscar un director sustituto en el menor tiempo posible, porlo que Mattoli se puso a disposición y dirigió Tempo massimo (1934).
Desde entonces Mattoli firmó, en 32 años de carrera, 84 largometrajes y muy a menudo también escribió los guiones, que van desde el drama apasionado hasta el cine mitológico y la ciencia ficción. Sin embargo, fue la comedia su género donde explotó su calidad, exaltando el talento de Erminio Macario primero y de Totò después. Mario Mattoli también trabajó en televisión con Za-bum (1964) y Za-bum n.2 al año siguiente. Los críticos lo atacaron durante mucho tiempo y, a pesar de los éxitos del público, no recibió premios significativos. Él mismo se definió como un director sin formación ni talento. Sin embargo, era capaz de obtener importantes ingresos de taquilla. Algunas de sus películas, especialmente aquellas con Totò (Miseria e nobiltà, Un turco napoletano, Signori si nasce), son hoy considerados clásicos del cine italiano.
Del matrimonio con Mity Mignone nació Marina Mattoli, que siguió los pasos de su padre, interpretando el papel de asistente de dirección en varias películas italianas de los setenta y ochenta.

## Filmografía

### Director
- Tempo massimo (1934)
- Amo te sola (1935)
- El hombre que sonríe (L'uomo che sorride) (1936)
- Sette giorni all'altro mondo (1936)
- La damigella di Bard (1936)
- Musica in piazza (1936)

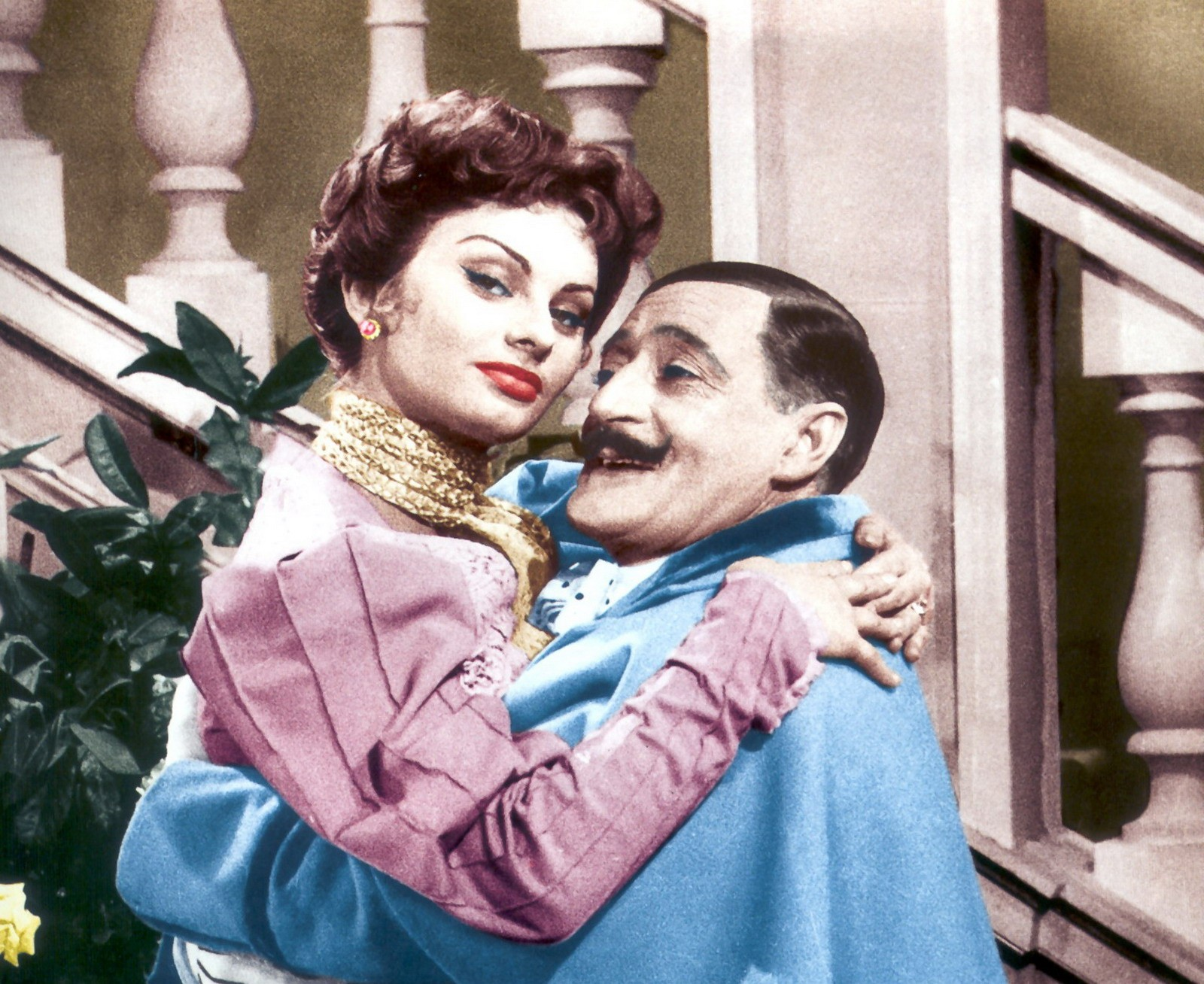
Totò y Sophia Loren en Miseria y nobleza (1954)

- Gli ultimi giorni di Pompeo (1937)
- Questi ragazzi (1937)
- Felicita Colombo (1937)
- Nonna Felicita (1938)
- L'ha fatto una signora (1938)
- La dama bianca (1938)
- A vuestras órdenes, señora (Ai vostri ordini, signora...) (1938)
- Eravamo sette vedove (1939)
- ¡El acusado, de pie! (Imputato, alzatevi!) (1939)
- Mille chilometri al minuto! (1939)
- Lo vedi come sei... lo vedi come sei? (1939)
- Abandono (Abbandono) (1940)
- El pirata soy yo (Il pirata sono io!) (1940)
- Non me lo dire! (1940)
- Luz en las tinieblas (Luce nelle tenebre) (1941)
- A las 9, lección de quimica (Ore 9: lezione di chimica) (1941)
- Voglio vivere così (1942)
- Cadenas invisibles (Catene invisibili) (1942)
- I 3 aquilotti (1942)
- La donna è mobile (1942)
- Labbra serrate (1942)
- Esta noche no hay nada nuevo (Stasera niente di nuovo) (1942)
- La valle del diavolo (1943)
- La vispa Teresa (1943)
- Ho tanta voglia di cantare (1943)
- Vive... si te dejan (L'ultima carrozzella) (1943)
- Circo equestre Za-bum (1944)
- La vida vuelve a empezar (La vita ricomincia) (1945)
- Partenza ore 7 (1946)
- Los dos huerfanitos (I due orfanelli) (1947)
- Totò al Giro d'Italia (1948)
- Totó el matador (Fifa e arena) (1948)
- El coche nº 13 (Il fiacre n. 13) (1948)
- Assunta Spina (1948)
- Signorinella (1949)
- I pompieri di Viggiù (1949)
- Adamo ed Eva (1949)
- Totó Tarzán (Tototarzan) (1950)
- L'inafferrabile 12 (1950)
- Il vedovo allegro (1950)
- I cadetti di Guascogna (1950)
- El hijo del jeque (Totò sceicco) (1950)
- Vendetta... sarda (1951)
- Totò terzo uomo (1951)
- Il padrone del vapore (1951)
- Arrivano i nostri (1951)
- Anema e core (1951)
- Accidenti alle tasse!! (1951)
- Cinque poveri in automobile (1952)
- Un turco napolitano (Un turco napoletano) (1953)
- Siamo tutti inquilini (1953)
- Il più comico spettacolo del mondo (1953)
- Las noches de Cleopatra (Due notti con Cleopatra) (1953)
- Totò cerca pace (1954)
- Médico de locos (Il medico dei pazzi) (1954)
- Miseria y nobleza (Miseria e nobiltà) (1954)
- Esta noche nada nuevo (L'ultimo amante) (1955)
- Diablillos de uniforme (Le diciottenni) (1955)
- I giorni più belli (1956)
- Peppino, le modelle e... "chella llà" (1957)
- Totò, Peppino e le fanatiche (1958)
- Come te movi, te fulmino! (1958)
- Tipi da spiaggia (1959)
- Prepotenti più di prima (1959)
- Non perdiamo la testa (1959)
- Guardatele ma non toccatele (1959)
- Signori si nasce (1960)
- Un mandarino per Teo (1960)
- Papá se quiere casar (Appuntamento a Ischia) (1960)
- Totó, Fabrizi y los jóvenes de hoy (Totò, Fabrizi e i giovani d'oggi) (1960)
- Su excelencia se queda a comer (Sua Eccellenza si fermò a mangiare) (1961)
- Maciste contra Hércules en el Valle de Woe (Maciste contro Ercole nella valle dei guai) (1961)
- Appuntamento in Riviera (1962)
- Cinco marinos contra cien chicas (5 marines per 100 ragazze) (1962)
- Obiettivo ragazze (1963)
- Cadavere per signora (1964)
- El bueno, el feo y el caradura (Per qualche dollaro in meno) (1966)

### Actor
- I ragazzi di Bandiera Gialla, de Mariano Laurenti (1967)

## Tributo
- Mattolineide, de Maurizio Ponzi (1977)
- Mattolissimo: Il Cinema sono io!, documental antológico de Lorenzo Bassi, de Franco Longobardi (2018)